# Жевне (гміна)
Гміна Жевне (пол. Gmina Rzewnie) — сільська гміна у центральній Польщі. Належить до Маковського повіту Мазовецького воєводства.
Станом на 31 грудня 2011 у гміні проживало 2718 осіб.

## Площа
Згідно з даними за 2007 рік площа гміни становила 111.72 км², у тому числі:
- орні землі: 67.00%
- ліси: 24.00%

Таким чином, площа гміни становить 10.49% площі повіту.

## Населення
Станом на 31 грудня 2011:
| Опис     | Загалом | Загалом | Чоловіки | Чоловіки | Жінки | Жінки |
| -------- | ------- | ------- | -------- | -------- | ----- | ----- |
| одиниця  | осіб    | %       | осіб     | %        | осіб  | %     |
| все      | 2718    | 100     | 1382     | 50.85    | 1336  | 49.15 |
| міське   | 0       | 100     | 0        |          | 0     |       |
| сільське | 2718    | 100     | 1382     | 50.85    | 1336  | 49.15 |

## Сусідні гміни
Гміна Жевне межує з такими гмінами: Ґоворово, Длуґосьодло, Жонсьник, Обрите, Ружан, Червонка, Шелькув.